# Gunnar Ekström (geolog)
Per Gunnar Jonatan Ekström, född 18 april 1891 i Segerstad, död 11 januari 1961 i Engelbrekts församling i Stockholm, var en svensk geolog.

## Biografi
Ekström blev filosofie kandidat vid Lunds universitet 1913, filosofie licentiat 1920 och filosofie doktor 1927. Han anställdes som extra geolog 1918, assisterande geolog 1920, e. o. geolog 1921 och var från 1938 statsgeolog vid Sveriges geologiska undersökning, samt docent i agronomisk hydroteknik vid Lantbrukshögskolan från 1935.
År 1941 blev han ledamot av Lantbruksakademien och 1950 ledamot av Fysiografiska Sällskapet i Lund. Ekström är begravd på Skogskyrkogården i Stockholm.

## Familj
Gunnar Ekström var brorson till konstnären Per Ekström.